# Madana Saghir
Madana Saghir – wieś w Syrii, w muhafazie Aleppo, w dystrykcie Manbidż. W 2004 roku liczyła 626 mieszkańców.